# Филмографија Еме Стоун
Ема Стоун је америчка глумица која се још као дете бавила глумом. Прву улогу имала је на сцени са 11 година, а затим је имала улоге у шеснаест представа у регионалном позоришту у Аризони. Ема је дебитовала на телевизији у непродатом пилоту за ријалити шоу The Partridge Family (2005). Након кратких телевизијских улога у серијама Медијум, Малколм у средини и Срећни Луи, дебитовала је на играној филмској комедији Кул момци (2007).
Ема се појавила у улози духа у филму Све моје бивше (2009), и постигла је комерцијални успех са хорор комедијом Зомбиленд, где је играла зомбија који је преживео апокалипсу. Њен пробој је дошао са њеном првом главном улогом (ученице средње школе која се сматра сексуално промискуитетном) у тинејџерској комедији Девојка на лошем гласу (2010). Касније је била номинована за награду Златни глобус за најбољу глумицу – филмска комедија или мјузикл и награду БАФТА за будућу звезду. Године 2011. играла је у романтичној комедији Та луда љубав и у периодичној драми Служавке, које су обе биле комерцијално успешне. Емин успех се наставио њеном улогом Гвен Стејси у суперхеројском филму Чудесни Спајдермен из 2012. који је постао њено остварење са највећом зарадом, са светским приходом од 757 милиона долара, а касније је поновила ту улогу у његовом наставку из 2014. године.
Успех код критичара уследио је њеном игром као опорављене зависнице од дроге у црној комичној драми Алехандра Гонзалеса Ињаритуа Човек Птица или Неочекивана врлина незнања (2014). То јој је донело номинацију за Оскара за најбољу споредну глумицу. Касније те године, дебитовала је на Бродвеју у поновљеном мјузиклу Cabaret (2014–2015). Ема је освојила Оскара за најбољу глумицу за своју улогу амбициозне глумице у мјузиклу Ла ла ленд (2016) редитеља Дејмијена Шазела. Ема Стоун је такође снимила шест песама за филмску музику. Глумила је у Нетфликсовој црној комичној мини-серији Maniac (2018) на којој је радила и као извршни продуцент. Добила је још једну номинацију за Оскара за улогу Абигејл Машам у драми Миљеница (2018) у режији Јоргоса Лантимоса. Године 2021. играла је главну улогу Злице / Естеле де Вил у Дизнијевом филму Злица.

## Филм
| Филм још увек није објављен | Означава филмове који још увек нису објављени |

| Година | Назив                              | Улога                          | Напомена                        | Реф.   |
| ------ | ---------------------------------- | ------------------------------ | ------------------------------- | ------ |
| 2007.  | Кул момци                          | Џулс                           |                                 | [ 16 ] |
| 2008.  | Рокер                              | Амелија Стоун                  |                                 | [ 17 ] |
| 2008.  | Зечица на колеџу                   | Натали                         |                                 | [ 18 ] |
| 2009.  | Све моје бивше                     | Алисон Вандермирш              |                                 | [ 19 ] |
| 2009.  | Папирни човек                      | Еби                            |                                 | [ 20 ] |
| 2009.  | Зомбиленд                          | Вичита/Криста                  |                                 | [ 21 ] |
| 2010.  | Мармадјук                          | Мејзи                          | глас                            | [ 22 ] |
| 2010.  | Девојка на лошем гласу             | Олив Пендергаст                |                                 | [ 23 ] |
| 2011.  | Само другарски                     | Кајла                          |                                 | [ 24 ] |
| 2011.  | Та луда љубав                      | Хана Вивер                     |                                 | [ 25 ] |
| 2011.  | Служавке                           | Јуџинија „Скитер” Филан        |                                 | [ 26 ] |
| 2012.  | Чудесни Спајдермен                 | Гвен Стејси                    |                                 | [ 27 ] |
| 2013.  | Гангстерски одред                  | Грејс Фарадеј                  |                                 | [ 28 ] |
| 2013.  | Филм 43                            | Вероника                       | сегмент:                        | [ 29 ] |
| 2013.  | Крудс                              | Ип Круд                        | глас                            | [ 30 ] |
| 2014.  | Чудесни Спајдермен 2               | Гвен Стејси                    |                                 | [ 31 ] |
| 2014.  | Магија на месечини                 | Софи Бејкер                    |                                 | [ 32 ] |
| 2014.  | Човек-птица                        | Сем Томсон                     |                                 | [ 33 ] |
| 2015.  | Алоха                              | Алисон Анг                     |                                 | [ 34 ] |
| 2015.  | Ирационалан човек                  | Џил Полард                     |                                 | [ 35 ] |
| 2016.  | Popstar: Never Stop Never Stopping | Кантрел                        | камео улога                     | [ 36 ] |
| 2016.  | Ла ла ленд                         | Миа Долан                      |                                 | [ 37 ] |
| 2017.  | Рат полова                         | Били Џин Кинг                  |                                 | [ 38 ] |
| 2018.  | Миљеница                           | Абигејл Машам                  |                                 | [ 39 ] |
| 2019.  | Повратак у Зомбиленд               | Вичита / Криста                |                                 | [ 40 ] |
| 2020.  | Крудс: Ново доба                   | Ип Круд                        | глас                            | [ 41 ] |
| 2021.  | Злица                              | Злица од Опака (Естела де Вил) |                                 | [ 42 ] |
| 2022.  | Bleat                              | жена                           | кратки филм                     | [ 43 ] |
| 2022.  | When You Finish Saving the World   | —                              | продуцент                       | [ 44 ] |
| 2023.  | Problemista                        | —                              | продуцент                       | [ 45 ] |
| 2023.  | Јадна створења                     | Бела Бакстер                   | такође продуцент                | [ 46 ] |
| 2024.  | Сва лица доброте                   | Рита / Лиз / Емили             |                                 | [ 47 ] |
| ускоро | And †                              | ускоро                         | пост-продукција                 | [ 48 ] |
| ускоро | I Saw the TV Glow                  | —                              | пост-продукција, само продуцент | [ 49 ] |

## Телевизија
| Год.       | Наслов                          | Улога              | Напомене                                                   | Реф.                       |
| ---------- | ------------------------------- | ------------------ | ---------------------------------------------------------- | -------------------------- |
| 2004.      |                                 | Лори Партриџ       | пилот епизода                                              | [ 50 ]                     |
| 2005.      | Медијум                         | Синтија Макалистер | епизода:                                                   | [ 51 ]                     |
| 2006.      | Малколм у средини               | Дајана             | епизода:                                                   | [ 52 ]                     |
| 2006.      | Апартмански живот Зека и Кодија | Ивана              | гласовна улога; епизода:                                   | [ 53 ]                     |
| 2006.      |                                 | Шенон              | епизода:                                                   | [ 51 ]                     |
| 2000.      |                                 | Вајолет Тримбл     | седам епизода                                              | [ 3 ]                      |
| 2010—2011. | Уживо суботом увече             | домаћин            | две епизоде                                                | [ 1 ] [ 54 ] [ 55 ] [ 56 ] |
| 2011.      | Роботско пиле                   | разне улоге        | две епизоде                                                | [ 57 ]                     |
| 2012.      | Телевизијска посла              | себе               | епизода:                                                   | [ 58 ]                     |
| 2012.      | Ај Карли                        | Хедер              | епизода:                                                   | [ 59 ]                     |
| 2014.      | Уживо суботом увече             | камео              | епизода: Ендру Гарфилд/Колдплеј                            | [ 60 ]                     |
| 2015.      | Уживо суботом увече             | Розен Розендана    | епизода:                                                   | [ 61 ]                     |
| 2015.      | Уживо суботом увече             | камео              | епизода: Метју Маконахеј/Адел                              | [ 62 ]                     |
| 2016.      | Маја и Марти                    | себе               | епизода: Sean Hayes, Steve Martin, Kelly Ripa & Emma Stone | [ 63 ]                     |
| 2017.      | Уживо суботом увече             | камео              | епизода: Рајан Гозлинг / Џеј-Зи                            | [ 64 ]                     |
| 2018.      |                                 | Ени Ландсберг      | извршни продуцент                                          | [ 65 ]                     |
| ускоро     | The Curse                       | Витни Сигел        | пост-продукција, такође продуцент                          |                            |

### Позориште
| Год.       | Наслов | Улога      | Напомене  | Реф.   |
| ---------- | ------ | ---------- | --------- | ------ |
| 2014—2015. | Кабаре | Сели Боулс | Студио 54 | [ 66 ] |

## Дискографија
| Година | Наслов                         | Албум                                          | Реф.   |
| ------ | ------------------------------ | ---------------------------------------------- | ------ |
| 2008.  | I Know What Boys Like          | The House Bunny                                | [ 67 ] |
| 2010.  | Knock on Wood                  | Easy A                                         | [ 68 ] |
| 2016.  | Turn Up the Beef               | Popstar: Never Stop Never Stopping             | [ 69 ] |
| 2016.  | Another Day of Sun             | La La Land: Original Motion Picture Soundtrack | [ 70 ] |
| 2016.  | Someone in the Crowd           | La La Land: Original Motion Picture Soundtrack | [ 70 ] |
| 2016.  | A Lovely Night                 | La La Land: Original Motion Picture Soundtrack | [ 70 ] |
| 2016.  | City of Stars                  | La La Land: Original Motion Picture Soundtrack | [ 70 ] |
| 2016.  | Audition (The Fools Who Dream) | La La Land: Original Motion Picture Soundtrack | [ 70 ] |

## Музички видео
| Год.  | Наслов    | Извођач      | Реф.   |
| ----- | --------- | ------------ | ------ |
| 2015. | Anna      | Вил Батлер   | [ 71 ] |
| 2018. | Who Cares | Пол Макартни | [ 72 ] |

## Видео игре
| Год.  | Наслов        | Улога           | Реф.   |
| ----- | ------------- | --------------- | ------ |
| 2012. | Sleeping Dogs | Аманда Картрајт | [ 73 ] |